# Сипункулиды
Сипункули́ды (лат. Sipuncula, от лат. siphunculus — дудочка) — класс или отряд (по более распространённым ранее взглядам — тип) морских первичноротых червеобразных животных. В качестве класса или отряда относятся к кольчатым червям, хотя лишены таких их характерных признаков, как сегментация тела и щетинки.

## Биология
Тело широкое, несегментированное, длиной от 1 до 50 см. Передний хоботкообразный конец со ртом и венчиком коротких щупалец может втягиваться в туловище. Поскольку сипункулиды зарываются в грунт, их длинный, петлеобразный кишечник открывается анальным отверстием в верхней трети туловища, сбоку. Это позволяет им беспрепятственно выводить ядовитые продукты обмена во внешнюю среду. Имеется целом; отдельная целомическая полость заполняет щупальца, позволяя передавать из них поглощённый кожей кислород в полость тела. Дыхательной и кровеносной систем нет. 1—3 пары метанефридиев; имеется нервная система.
Раздельнополы. Гонады ясно выражены только в период размножения. Личинка — трохофора.

## Образ жизни и классификация
Насчитывают 144—320 видов сипункулид, в России — 36 видов. Обитают на мелководье, в грунте, расселинах скал, часто в норках других червей, пустых раковинах моллюсков и т. д. Встречаются практически во всех морях за исключением некоторых внутренних с более или менее опреснённой водой (их нет в Чёрном и Балтийском морях). Питаются мелкими животными и их остатками.
Изначально были помещены в тип кольчатых червей, затем сочтены моллюсками, выделялись также в отдельный тип. Отнесены к кольчатым червям по данным филогенетических и филогеномных исследований начала XXI века, хотя этот взгляд на 2021 год не полностью общепринят.
В ископаемом виде, как и все мягкотелые животные, редки. Некоторые сипункулиды до сих пор обладают обызвествлённой пластинкой, т. н. анальным щитком; возможно, их предки могли секретировать настоящие раковины.